# TOKYOレンダリング詞集
『TOKYOレンダリング詞集』（とうきょうレンダリングししゅう）は、2009年の短編ドキュメンタリー映画。
2008年9月に亡くなった市川準監督のパソコンに遺されていた作品で、市川自身がHDカメラで撮り貯めていた映像をパソコンで全編編集していた。市川の遺作となった『buy a suit スーツを買う』と同時上映された。
『buy a suit スーツを買う』のDVDに収録されている。

## スタッフ
- 撮影・編集：市川準
- 音楽：松本龍之介